# Psychoda vanga
Psychoda vanga är en tvåvingeart som beskrevs av Quate 1962. Psychoda vanga ingår i släktet Psychoda och familjen fjärilsmyggor. Inga underarter finns listade i Catalogue of Life.